# Aseleben
Aseleben ist ein Ortsteil der Gemeinde Seegebiet Mansfelder Land im Landkreis Mansfeld-Südharz in Sachsen-Anhalt.

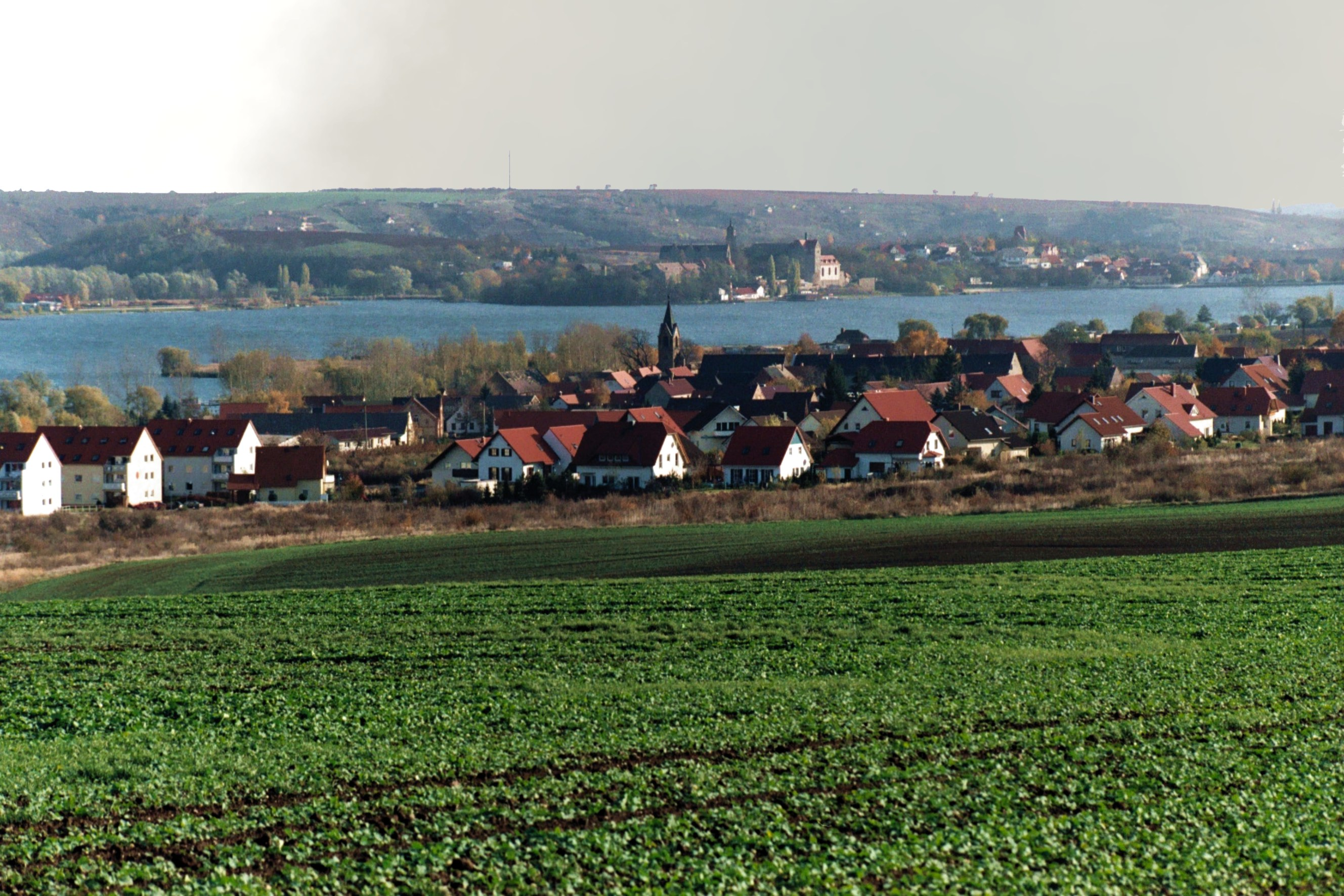
Blick auf Aseleben

## Geografie
Aseleben liegt am Südufer des Süßen Sees ca. 10 km südöstlich von Eisleben.

### Klima
Der Jahresniederschlag beträgt 466 mm. Die Niederschläge sind extrem niedrig. Sie liegen im unteren Zwanzigstel der in Deutschland erfassten Werte. An nur 1 % der Messstationen des Deutschen Wetterdienstes werden niedrigere Werte registriert. Mit der geringsten jährlichen Niederschlagshöhe seit Beginn der Wetteraufzeichnungen in Deutschland von nur 209 mm im Jahr 1911 ist Aseleben der Rekordhalter.
Der trockenste Monat ist der Februar, die meisten Niederschläge fallen im Juni. Im Juni fallen 2 mal mehr Niederschläge als im Februar. Die Niederschläge variieren kaum und sind  gleichmäßig übers Jahr verteilt. An nur 22 % der Messstationen werden niedrigere jahreszeitliche Schwankungen registriert.

## Geschichte
Im 9. Jahrhundert wurde Aseleben erstmals als Esilebo urkundlich erwähnt.
Am 1. Januar 2010 schlossen sich die bis dahin selbständigen Gemeinden Aseleben, Amsdorf, Erdeborn, Hornburg, Lüttchendorf, Neehausen, Röblingen am See, Seeburg, Stedten und Wansleben am See zur Einheitsgemeinde Seegebiet Mansfelder Land zusammen. Gleichzeitig wurde die Verwaltungsgemeinschaft Seegebiet Mansfelder Land, zu der Aseleben gehörte, aufgelöst.

## Regelmäßige Veranstaltungen
Die Pfingstburschen gestalten jedes Jahr ein traditionelles Pfingstwochenende. 

## Wirtschaft und Infrastruktur
In der Gemeinde gibt es große Obstanbaugebiete. Neben Äpfeln, Pflaumen und Süßkirschen werden hier auch traditionell Aprikosen angebaut.

## Verkehr
Die Bundesstraße 80, die Eisleben und Halle (Saale) verbindet, führt direkt durch die Gemarkung. Auf ihr verkehrt die Buslinie 440 der Verkehrsgesellschaft Südharz, die auch in Aseleben hält. Der nächste Bahnhof ist Röblingen am See, drei Kilometer südlich von Aseleben an der Bahnstrecke Nordhausen–Halle.

## Sehenswürdigkeiten
- Dorfkirche St. Bartholomäus